# 鹗属
鹗属（学名：Pandion）是鹗科下的一个属。

## 下属物种
本属现存的物种只有鹗，但还包括以下灭绝的物种：
- Pandion homalopteron Warter, 1976
- Pandion lovensis Becker, 1985